# Kham Muang (huyện)
Kham Muang (tiếng Thái: คำม่วง) là huyện (amphoe) cực bắc của tỉnh Kalasin, đông bắc Thái Lan.

## Địa lý
Các huyện giáp ranh (từ phía đông nam theo chiều kim đồng hồ) là Somdet, Sahatsakhan, Sam Chai của tỉnh Kalasin, Wang Sam Mo của tỉnh Udon Thani, Kut Bak và Phu Phan của tỉnh Sakon Nakhon.

## Lịch sử
Tiểu huyện (King Amphoe) được thành lập ngày 1 tháng 10 năm 1972, khi ba  tambon Thung Khlong, Phon và Sam Ron được tách khỏi Sahatsakhan. Đơn vị này đã được nâng thành huyện ngày 8 tháng 9 năm 1976.

## Hành chính
Huyện này được chia thành 6 phó huyện (tambon), các đơn vị này lại được chia thành 70 làng (muban). Có hai thị trấn (thesaban tambon) - Kha Muang nằm trên một phần của tambon Thung Khlong; và những khu vực của Phon của tambon có cùng tên. Ngoài ra có 6 tổ chức hành chính tambon (TAO).
| Số TT | Tên          | Tên tiếng Thái | Số làng | Dân số |  |
| ----- | ------------ | -------------- | ------- | ------ |  |
| 1.    | Thung Khlong | ทุ่งคลอง         | 12      | 8.696  |  |
| 2.    | Phon         | โพน            | 10      | 6.755  |  |
| 5.    | Din Chi      | ดินจี่            | 11      | 6.686  |  |
| 6.    | Na Bon       | นาบอน          | 11      | 6.389  |  |
| 7.    | Na Than      | นาทัน           | 16      | 13.550 |  |
| 9.    | Noen Yang    | เนินยาง         | 10      | 5.336  |  |

Các con số mất là các tambon nay thuộc huyệnSam Chai.